# قطعنامه ۷۳۵ شورای امنیت
قطعنامه ۷۳۵ شورای امنیت سازمان ملل متحد که در تاریخ ۲۹ ژانویه ۱۹۹۲ تصویب شد، سندی بین‌المللی دربارهٔ پذیرش عضو جدید سازمان ملل متحد، جمهوری ارمنستان است. این قطعنامه طی نشست ۳۰۴۱ام تصویب شد.